# Osteochondrale Transplantation
Als osteochondrale Transplantation (Knorpel-Knochen-Transplantation) wird in der Orthopädie und Unfallchirurgie die Verpflanzung (Transplantation) eines gesunden Gelenkflächenabschnittes in den Bereich eines Knorpel- oder Knorpel-Knochendefektes bezeichnet. Die Transplantation kann autolog, aus körpereigenem Material oder homolog (Fremdgewebe) erfolgen. Hierbei wird der Knorpel zusammen mit einem Stück des darunterliegenden Knochens „en bloc“ verpflanzt.

## Knorpelschaden
Gelenkknorpel ermöglicht durch seine Gleitfähigkeit und seine Dämpfungsfunktion die freie Beweglichkeit aller Gelenke. Das Gewebe besteht aus einer geringen Zahl von Zellen (<1 %) einer einzigen Zellart (Chondrozyten, Knorpelzellen), den Produkten dieser Zellen Collagen und Proteoglykane (Matrixproteine) und viel an die Proteine gebundenes Wasser. Weil Gelenkknorpel keine Gefäße enthält und damit keinen Zugang zu Stammzellen hat sowie ausschließlich durch Diffusion von der Gelenkflüssigkeit ernährt wird, hat Gelenkknorpel bei Verletzungen oder Schäden nur sehr geringe Möglichkeit zur Selbstheilung. Je nach Größe und Lokalisation des Knorpelschadens nimmt dessen Ausdehnung sogar zu und kann mittelfristig zu einer diffusen Gelenkschädigung (Arthrose) führen. Als Ursache für Knorpelschäden kommen direkte Verletzungen, aber auch übertriebener und nicht sachgerecht durchgeführter Sport sowie Altersveränderungen in Frage. Dabei kann die Knorpelschädigung auch Folge von Gelenkbrüchen (z. B. Sprunggelenkfrakturen) oder Bandverletzungen (z. B. Kreuzbandriss) sein. Auch bakteriell bedingte Gelenkinfekte und Rheuma können Gelenkknorpel zerstören. Knorpelschäden finden sich bei jungen Menschen vor allem am Kniegelenk und am oberen Sprunggelenk. Bei Älteren stehen die diffusen Knorpelschäden am Hüft-, Schulter- und Kniegelenk aufgrund von chronischem Verschleiß im Vordergrund.

## Symptomatik
Knorpelschäden können völlig symptomlos verlaufen, haben in den meisten Fällen aber eine typische Symptomatik: Gelenkschmerzen, Gelenkerguss, Bewegungseinschränkungen, Blockaden, Gelenkknacken, Hinken. Diese Beschwerden ergeben sich vor allem bei Beginn einer Tätigkeit, z. B. Gehen („Anlaufschmerz“) und bei Beanspruchung von Gelenken. Auch in Ruhe können arthrotische Gelenke Schmerzen erzeugen. Sportliche oder berufliche Tätigkeiten können besonders erschwert sein.

## Diagnostik
Von entscheidender Bedeutung in der Diagnostik ist neben der individuellen Vorgeschichte (Unfälle, Sportaktivität, Alter) die Beschwerdesymptomatik. Wann treten die Beschwerden auf, welche Beschwerden sind führend, seit wann bestehen die Beschwerden? Die Untersuchung muss auf die oben genannten Symptome abheben. Röntgenbilder bringen nur bei massiven Erkrankungen eine Darstellung der knöchernen Folgeschäden des Knorpelschadens in Form von Gelenkspaltverschmälerungen, knöchernen Anbauten an Gelenken (Osteophyten) und Verdichtungen der unter dem Knorpel liegenden Knochenlamellen („subchondrale Sklerosierung“). Als Diagnostikum der Wahl gilt bei entsprechender Indikation die Magnetresonanztomographie („Kernspin“), eine Untersuchungsmethode, die neben der knöchernen Gelenkstruktur auch die bindegewebigen Strukturen zeigt: Knorpel, Bänder, Muskeln und Gelenkkapsel. Hier können Knorpelschäden ziemlich genau dargestellt werden. Die genaueste Darstellung ergibt sich aber durch eine operative Arthroskopie (Gelenkspiegelung), weil hier neben der Betrachtung des Knorpels selber auch eine Betastung des Gewebes mit einem Tasthaken sowie die operative Abtragung von losen Knorpelfragmenten und Glättung von Knorpelkanten möglich ist. Knorpel erfüllt ausschließlich mechanische Aufgaben im Körper, so dass dieser Aspekt der mechanischen Prüfung von größter Bedeutung ist.

## Therapiemöglichkeiten
Aufgrund der geringen spontanen Heilungstendenz von Gelenkknorpel sind therapeutischen Eingriffe bei Beschwerden unverzichtbar. Einfachste Möglichkeiten sind physiotherapeutische Maßnahmen (Krankengymnastik) zur Verbesserung der Gelenkbeweglichkeit und der Muskelführung der Gelenke. Auch können Medikamente zur Verbesserung der Gleitfähigkeit in das Gelenk eingespritzt werden. Hierbei sind Produkte bevorzugt, die Hyaluronsäure enthalten. Ein Beweis für eine echte Knorpelregeneration durch diese Maßnahmen kann nicht geführt werden. die klinische Situation der Patienten kann sich jedoch verbessern. Aufgrund des Fehlens von Gefäßen im Knorpelgewebe sind Operationen zur Regeneration von Knorpel versucht worden, die eine Erschließung des Knorpeldefektes durch Gefäße, Zellen und Wachstumsfaktoren ermöglichen: Hier wurden Bohrungen (Pridie-Bohrungen) oder die Erzeugung von Bruchlinien (Mikrofrakturierung) in die undurchlässigen Knochenlamellen, auf denen der Knorpel liegt und festgewachsen ist (subchondrale Lamelle), durchgeführt. Diese Operationen können minimalinvasiv, also arthroskopisch, und zum Teil ambulant operativ durchgeführt werden. Die Erfolgsquote bei kleineren Knorpelschäden ist hoch, die Wirksamkeit durch Studien bewiesen. Bei größeren Defekten können Mikrofrakturen die Ergebnisse von Knorpelzelltransplantationen verschlechtern. Es entsteht durch die knochenmarkstimulierenden Eingriffe (Bohrung, Mikrofraktur) kein natürlicher (hyaliner) Knorpel, sondern vor allem faserhaltiger Ersatzknorpel, der aber viele mechanische Aufgaben erfüllen kann.
Um einen vollständig körpereigenen zolltypischen und mechanisch vollwertigen Ersatz des zerstörten Gelenkteils zu erhalten, ist der Erfolg der osteochondralen Transplantation von körpereigenem Gewebe durch viele Studien dokumentiert.

## Knorpel-Knochentransplantation

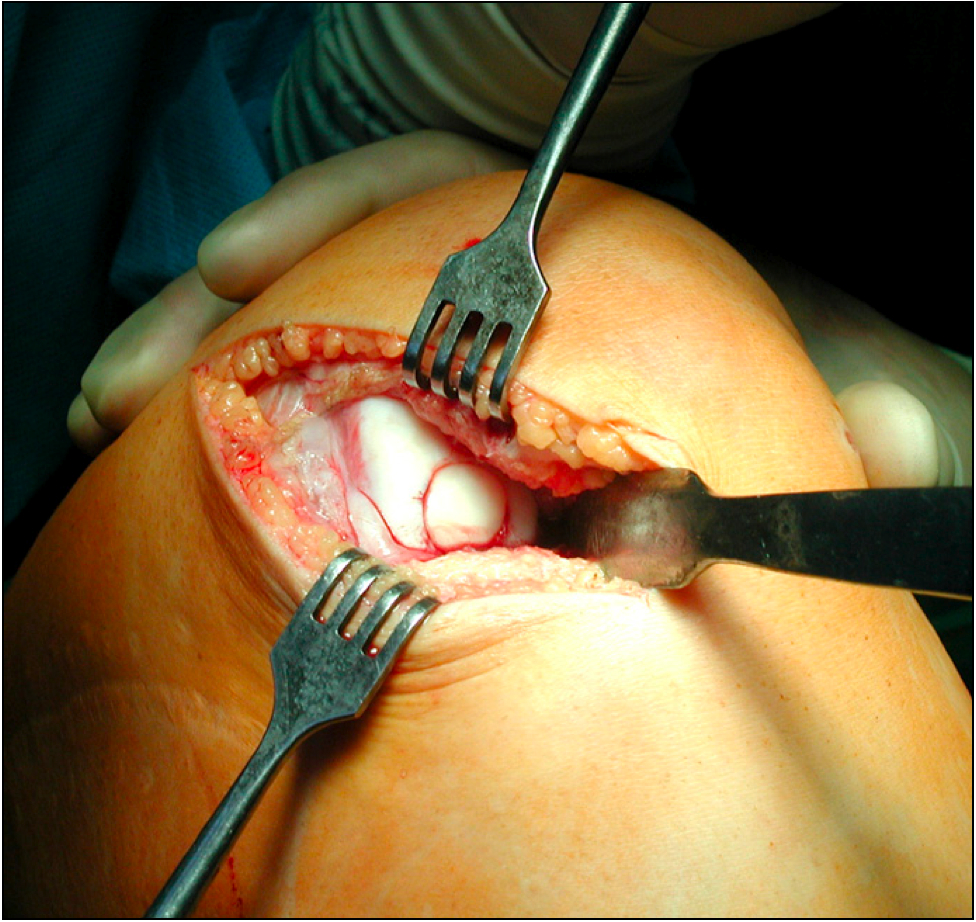
Knorpel-Knochen-Transplantat implantiert im Kniegelenk

### Prinzip
Größere Defekte von mehr als einem Zentimeter Durchmesser müssen mit Verfahren behandelt werden, die vitales Gewebe mit Zellen in den Defekt bringen. Knorpel allein lässt sich aber nicht transplantieren, weil er ohne festen biologischen Kontakt (festgewachsen über Collagenfasern) an Knochen nicht den Beanspruchungen standhält, sondern bei Bewegung einfach abschwimmt. Knorpelgewebe mit dem darunter liegenden Knochen kann als Transplantat aus Gelenkarealen entnommen werden, die gering belastet oder außerhalb der Belastungszonen gelegen sind und daher mechanisch nicht auf eine intakte Gelenkfläche angewiesen sind. Hier haben sich im Kniegelenk Knorpelzonen auf der maximalen (dorsalen) Beugeseite der Oberschenkelrolle (Femurcondylus) bewährt. An diesen Stellen kann also Knorpel mit darunter liegendem Knochen als Stück (z. B. als Zylinder) entnommen werden und dann in eine entsprechend vorbereitete Defektregion implantiert werden. Der Nachteil des Verfahrens ist die entstandene Defektzone, sodass zusätzlich zu der Transplantation in den Knorpeldefekt noch Implantate in den Entnahmedefekt eingebracht werden können. Hierzu sind synthetische Knochen-Knorpelzylinder verfügbar. Bei den dorsalen (beugeseitigen) Entnahmearealen am Femur kommt es auch ohne Defektauffüllung bei einer überwiegenden Zahl der Fälle im Nachweis mit dem MR zu einem spontanen Defektverschluss.

### Vorgehen
In vielen Fällen wird eine solche Operation offen, d. h. mit einem offenen Zugang zum Gelenk mit Durchtrennung von Haut, Unterhautgewebe, bindegewebiger Gelenkkapsel und der Gelenkschleimhaut durchgeführt. Man präpariert auf den Knorpeldefekt zu, um diesen dann auszumessen und zu beurteilen, soweit das arthroskopisch noch nicht geschehen ist. Die Defektzone wird dann mit einer Stanze ausgestanzt und zwar beim Kniegelenk bis etwa 1,5 cm Tiefe, d. h. die Gewebestanze enthält vor allem Knochen (Spongiosa; „Schwammknochen“) mit dem darauf haftenden zerstörten Knorpel. Es zeigt sich, dass auch der subchondrale Knochen im Rahmen des Knorpelschadens ebenfalls massive Veränderungen aufweist. Aus einem anderen geeigneten Areal des Gelenkes wird mit dem entsprechenden Instrumentarium dann eine vergleichbar große Stanze gesunden Knorpels mit Knochen darunter entnommen und in das Defektareal transplantiert. Entscheidend ist es, die Transplantat-Zylinder genau in der gleichen Länge zu entnehmen wie die Defektzylinder, damit die Transplantate perfekt passen und gleich nach wenigen Tagen belastet werden können, ohne unter Last im Oberschenkelknochen zu versinken. Diese Zylinder wachsen in wenigen Tagen bis Wochen durch Knochenbruchheilung von Knochen im Lager zum Transplantatknochen fest, wohingegen interessanterweise (auch hier zeigt sich die geringe Heilungstendenz des Knorpelgewebes) der Knorpel in der Gelenkfläche nie spaltlos verheilt, sondern immer die Grenze zwischen Transplantat und Umgebung (mikroskopisch) als Spalt sichtbar bleibt. Der Grund für dieses Verhalten der Knorpelheilung wird die Hyaluronsäure als Bestandteil innerhalb der Gelenkflüssigkeit sein, deren eigentliche physiologische Aufgabe darin besteht, jede Art von Verklebungen innerhalb des Gelenkes durch ihre viskösen Eigenschaften verhindert.
Die Implantation an der Defektstelle kann mit aktuell verfügbarem Instrumentarium auch arthoroskopisch durchgeführt werden, die Entnahme in Bauchlage aus der Oberschenkelrolle in der Kniekehle wird immer offen durchgeführt.

### Nachbehandlung
Wenn das Transplantat korrekt eingebracht ist, wird das Gelenk schichtweise wieder mit Nähten verschlossen und ein Verband gemacht. Nach der Operation muss der Patient einige Tage mit Gehstützen (Krücken) entlasten, damit die Transplantate gut einheilen können und die Nähte gut heilen. Schon wenige Wochen nach dem Eingriff können so operierte Gelenke wieder belastet werden und spätestens drei Monate nach der Operation ist sogar Sport wieder möglich. Im Gegensatz dazu dauert die Nachbehandlung von autologer Knorpelzelltransplantation viele Monate, bis eine knorpelähnliche belastungsfähige Regeneration erfolgt ist. Die Knorpel-Knochentransplantate zeigen klinisch meistens eine sehr gute Funktion und Dauerhaltbarkeit. Selten kommt es zu geringen Beschweren am Areal der Knorpelentnahme, die aber im Vergleich zu den vorherigen Beschwerden deutlich geringer sind.

### Begleitschäden
Bei der Knorpel-Knochen-Transplantation ist zu beachten, dass im Rahmen der Operation und auch schon bei der Planung über die Ursachen des Knorpelschadens nachzudenken ist, um z. B. Kreuzbandschäden oder Meniskusläsionen als Ursache gleichzeitig oder zuvor ebenfalls operativ korrigieren zu können. Gelenkstufen oder Fehlstellungen nach Gelenkbrüchen sind durch Korrekturoperationen auszugleichen. Das Gleiche gilt für eventuell bestehende Achsfehler des Beines, die über eine chronische Fehlbeanspruchung für den Knorpelschaden verantwortlich sein können. Hier muss zusätzlich eine Achskorrektur (z. B. Wachstumslenkung oder Umstellungsosteotomie) durchgeführt werden, um die Knorpeltransplantation dauerhaft erfolgreich sein zu lassen.